# 第百三十八号哨戒特務艇
第百三十八号哨戒特務艇（だいひゃくさんじゅうはちごうしょうかいとくむてい）は、日本海軍の特務艇（哨戒特務艇）。第一号型哨戒特務艇の56番艇。太平洋戦争の終戦時に残存し、戦後は所属と艇名を変えながら一貫して掃海に従事した。

## 艇歴
マル戦計画の特務艇、第2121号艦型の138番艇、仮称艦名第2258号艦として計画。1944年11月5日、第百三十八号哨戒特務艇と命名されて第一号型哨戒特務艇の53番艇に定められ、本籍を呉鎮守府と仮定。1945年5月25日、船体概成により株式会社四国船渠工業所から呉海軍工廠へ引き渡し。8月11日竣工し、本籍を呉鎮守府に定められ、舞鶴鎮守府新潟港湾警備隊に編入。終戦時残存。
1946年2月1日、第二復員省呉地方復員局所管の掃海艦に定められ、帝国特務艇籍から除籍。同日付で艦名を哨特第百三十八号と改称し、呉地方復員局掃海部仙崎支部所属と定められる。
1946年6月15日、復員庁の開庁に伴い、所属を仙崎掃海部に改められる。8月20日、仙崎掃海部が廃止され、所属を下関掃海部に改められる。
1948年1月1日、復員庁が廃止され、運輸省に移管。5月1日、海上保安庁に編入され掃海船MS-23となる。8月20日、船名を哨特第一三八号 MS-23に定められる。室蘭沖で掃海作業中の12月20日、殉職者1名を出す。朝鮮戦争で日本特別掃海隊が派遣された際、本船は予備船として下関で待機した。1951年12月1日、船名をあわしま MS-23に改正。
1952年8月1日、保安庁警備隊に移管され、第二幕僚監部新潟航路啓開隊第10掃海隊に編入。1954年1月15日、舞鶴地方総監部舞鶴基地警防隊第10掃海隊に編入。
1954年7月1日、保安庁警備隊は海上自衛隊に改組。掃海艇となる。舞鶴地方総監部舞鶴基地警防隊第10掃海隊に編入。1955年9月、呉地方総監部呉基地隊第3掃海隊に編入。1957年9月1日、艇番号をMSI-683に改正。11月1日、佐世保地方総監部下関基地隊第6掃海隊に編入。1958年9月9日、呉地方総監部呉基地警防隊第4掃海隊に編入。1961年3月31日、支援船に編入され船名を掃海雑船20号 YAM-20に改正。1963年1月1日、船種呼称を掃海船に改正。同年3月31日、海上自衛隊から除籍された。